# Jucati
Jucati é um município brasileiro do estado de Pernambuco. Administrativamente é formado apenas pelo distrito sede e pelo povoado Neves.